# E-radio長浜中継局
e-radio長浜中継局（イーラジオながはまちゅうけいきょく）は、超短波放送局「e-radio」ことエフエム滋賀が滋賀県長浜市役所の屋上に設置している中継局で、予備免許が2019年10月17日に、本免許が2020年3月26日に、それぞれ交付されて、2020年4月1日に開局した。

## 概要
| 周波数  | 放送局名             | 空中線電力 | 実効輻射電力 | 放送対象 地域 | 放送区域 内世帯数 |
| ------- | -------------------- | ---------- | ------------ | ------------- | ----------------- |
| 82.2MHz | e-radio エフエム滋賀 | 100W       | 830W         | 滋賀県        | 約100,500世帯     |

## 放送エリア

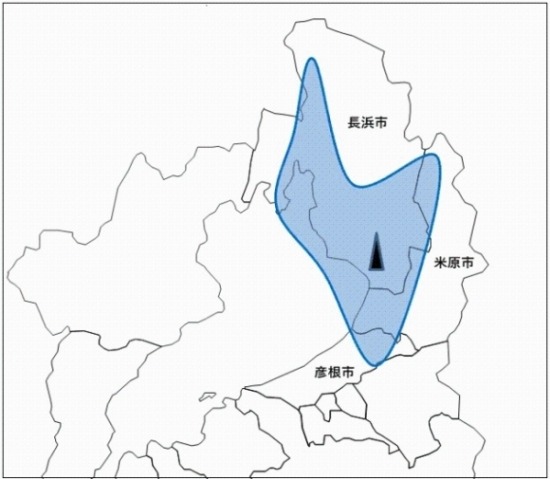
近畿総合通信局のホームページに掲載された放送エリアの目安

- 長浜市、彦根市及び米原市の一部。